# Treehouse of Horror XXIII
Treehouse of Horror XXIII, titulado La Casita del Horror XXIII en Hispanoamérica y La casa-árbol del terror XXIII en España, es el segundo episodio de la vigesimocuarta temporada de la serie de animación Los Simpson. Se emitió el 7 de octubre de 2012 en Estados Unidos por FOX y fue estrenado el 31 de marzo de 2013 en Fox Latinoamérica.

## Sinopsis

### Secuencia de apertura
Todo comienza en Chichen Itzá en la época de los mayas. Luego de hacer cálculos, determinan que el mundo va a terminar cuando finalice el 13° baktun, a menos que sacrifiquen a Homer maya. Marge maya engaña a Moe maya y lo matan a él. Ahora, el mundo será destruido en 2012. Ya en el Halloween actual, los dioses mayas destruyen el mundo empezando por Springfield, siguiendo con Londres, París y Pekín. El globo terráqueo explota y se forma el título Treehouse of Horror XXIII. Durante los storeboards Homer Simpson sigue gritando del dolor.

### The Greatest Story Ever Holed (La historia más grande jamás agujerada)
En Springfield inauguran una central subatómica donde sin querer se forma un agujero negro. Lisa, al descubrirlo, se lo lleva a la casa pidiendo que no echen nada adentro. La familia no le hace caso, y hasta Homer pone un negocio para la basura. La gente arroja todo tipo de cosas al agujero, lo que lo hace más y más grande. Luego de que Milhouse le tirara una pelota, el agujero comienza a succionar a todo Springfield y a sus habitantes, pero cuando le succiona el chupete a Maggie, se cierra. Mientras, el resto de la familia "viaja" a otra dimensión donde hay extraterrestres que hicieron su sociedad basándose en lo que les tiraban. 

### UN Normal Activity (Actividad IN Normal)
Una parodia de la película Actividad Paranormal donde extraños sucesos pasan en la casa de los Simpson, por lo que Homer trata de filmar la situación. La primera noche transcurría con tranquilidad hasta que a las 04:00 AM un fuerte ruido despierta a Homer y Marge, por lo que bajan a ver qué pasaba en la planta baja de la casa, donde hubo un extraño ataque. A la mañana siguiente, Homer decide instalar varias cámaras para filmar todo lo que pase en la casa. Después, en la "Noche 6", Marge se levanta sonámbula de la cama y lo mira a Homer toda la madrugada, luego Homer se levanta y le hace cariños a Marge, luego Homer está en el baño a las 04:00 AM, posteriormente  Marge, se levanta otra vez de la cama y lo sigue mirando. Después en la tarde, el Jefe Wiggum descubre durante la madrugada que en la casa estaba el infierno. De pronto suena el reloj, el jefe Clancy Wiggum corre pero es engullido por el propio infierno. Durante la noche 15, el "fantasma" manda un mensaje que dice Too Late (demasiado tarde) e intenta llevarse a Maggie pero es detenido por Marge, Homer, Lisa y Bart, quien lanza talco a la presencia, revelando que es el diablo, el cual es muy parecido a Moe, el tabernero. Marge revela que tenía un trato con el diablo, con quien había hecho pacto 30 años atrás cuando Patty y Selma lo invocaron porque estaban aburridas. Homer se sacrifica teniendo sexo homosexual con dos demonios, con lo cual el pacto queda cerrado.

### Bart & Homer´s Excellent Adventure (La excelente aventura de Bart y Homer)
Bart viaja al año 1973 gracias a la máquina del tiempo del Profesor Frink. Allí, interviene en el momento cuando Homer y Marge se conocieron, provocando que no salgan juntos. Bart regresa al presente, donde Marge está casada con Artie Ziff y son millonarios. El Homer de 1973 se une con el Homer actual y traen a todos los Homer a pelear contra Artie y Bart, pero son derrotados. Marge, después de verlos, se da cuenta de que se casó con el hombre equivocado, aunque luego se queja de que todos los Homer son sucios teniendo a uno de ellos como esclavo.